# Aareschlucht
46°43′4″N 8°12′49″Ø / 46.71778°N 8.21361°Ø
Aareschlucht er en kløft nær Meiringen i Berner Oberland, Schweiz. Gennem kløften løber floden Aare på dens vej fra Grimsel-passet til Brienzer-søen med en gennemsnitlig hastighed på 12 km/h.
En kalksprække i klippegrunden mellem byerne Innertkirchen og Meiringen er udnyttet af floden, som gennem årtusinder har bortledt smeltevandet fra alperne. Smeltevandet fra Aaregletscheren har gennem tiden skabt syv slugter af samme type, og den nutidige Aareschlucht er den yngste af disse.
Slugten er 1.400 meter lang. På det smalleste sted er den kun omkring en meter bred, og de næsten lodrette klippevægge rager sine steder 180 meter i vejret. Den varierende bredde gennem den imponerende kløft gør, at floden nogle steder flyder langsomt og sindigt af sted, mens den andre steder tumler vildt og voldsomt gennem slugten. 

## Turisme
Slugten blev i 1888 gjort tilgængelig for publikum. Der blev anlagt en sikker spadseresti hele vejen gennem kløften, mange steder som et fortov hæftet udenpå de lodrette klippesider, og andre steder gennem små tunneler. I 1912 blev der lavet belysning, så en aftentur gennem kløften blev muliggjort. 
Slugten er åben hver dag fra starten af april til 1. november. Det er muligt at gå ind i den ene ende og ud i modsatte ende, eller man kan gå samme vej tilbage. I den vestlige ende af kløften – nærmest Meiringen – ligger stoppestedet Aareschlucht West og nær den østlige indgang – nærmest Innertkirchen – ligger stoppestedet Aareschlucht Ost på den lokale Meiringen-Innertkirchen-Bane.

## Links
- Hjemmeside for Aareschlucht (engelsk – tysk – fransk)